# Soledade de Minas
Soledade de Minas é um município brasileiro no interior do estado de Minas Gerais, Região Sudeste do país. Está situado no sul do estado e integra o Circuito das Águas. Ocupa uma área de cerca de 200 km², sendo que 1,4 km² estão em perímetro urbano, e sua população foi estimada em 5 613 habitantes em 2022.

## História

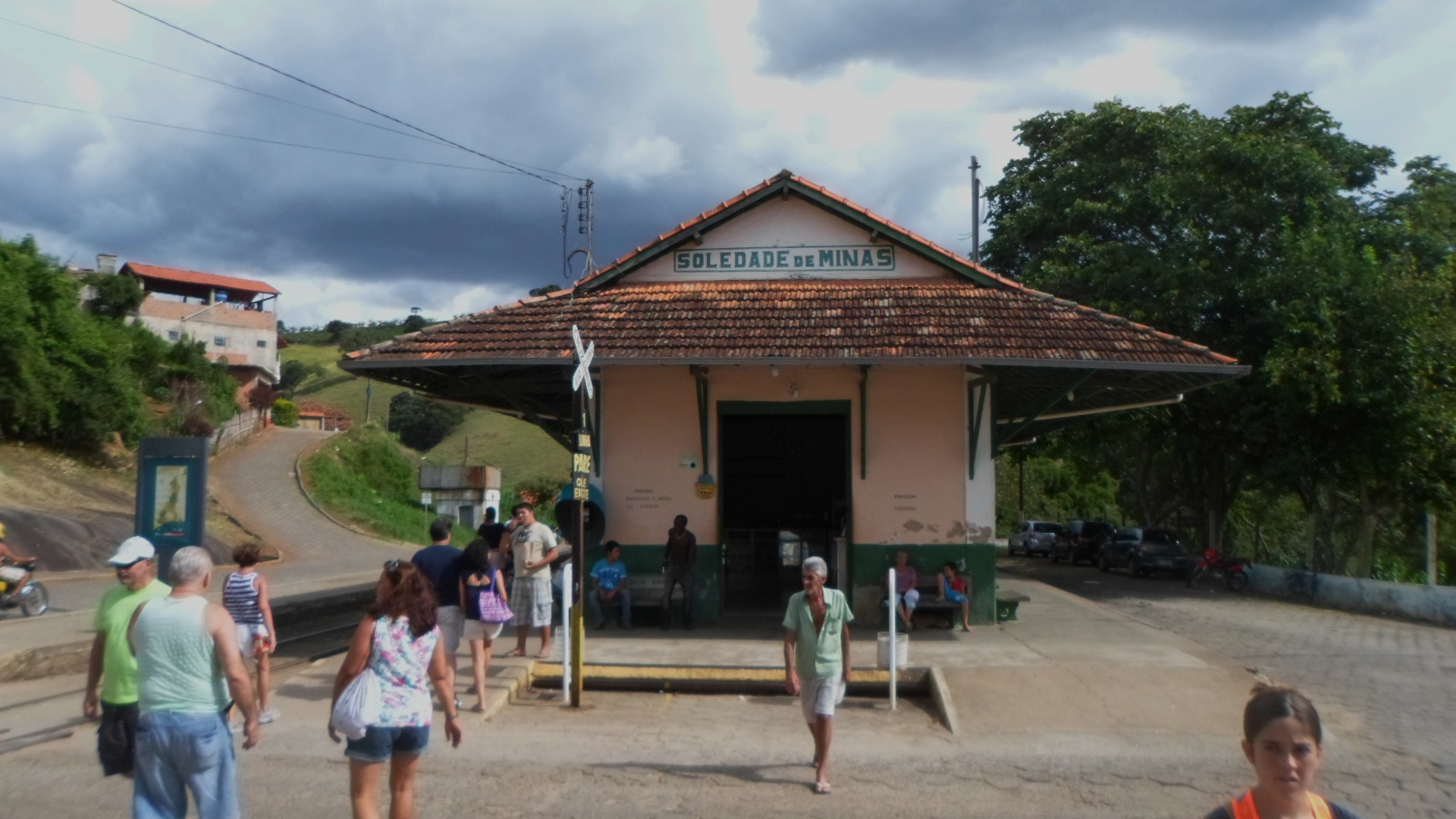
Estação Soledade de Minas

Garimpeiros em busca de novas lavras fizeram o povoamento da região, em meados do século XVIII. As terras férteis acabaram por favorecer o desenvolvimento da agricultura, base de sustentação do município. 0 relevo é acidentado, com vales de fundo plano nas vertentes do Rio Verde e Ribeirão do Paiol. Pertence à bacia hidrográfica do Rio Grande. Principal elevação é a Serrada Palha. No Sul de Minas, com 206 quilômetros quadrados de área. Durante o século XVIII, garimpos clandestinos, fugindo da tributação da Coroa, instalaram-se nas terras do vale do rio Verde. No local da atual sede do município, em 1850, os irmãos Inácio e Severo Teixeira construíram, em 1850, uma ponte conhecida como "ponte dos Teixeira". Em 1893, o capitão Antônio José de Souza Rodrigues, proprietário da fazenda Soledade, construiu uma capela em torno da qual se forma o povoado de Soledade, anteriormente chamado de Ponte dos Teixeiras. No ano de 1938, desmembra-se de Caxambu e é elevada à categoria de município, sendo seu primeiro prefeito, Paulo de Mesquita Lara e tendo sua denominação alterada para Ibatuba, em 1943. Adquire a atual denominação em 1948. Fonte: Secretaria da Cultura em 1 de outubro de 1999.

## Geografia

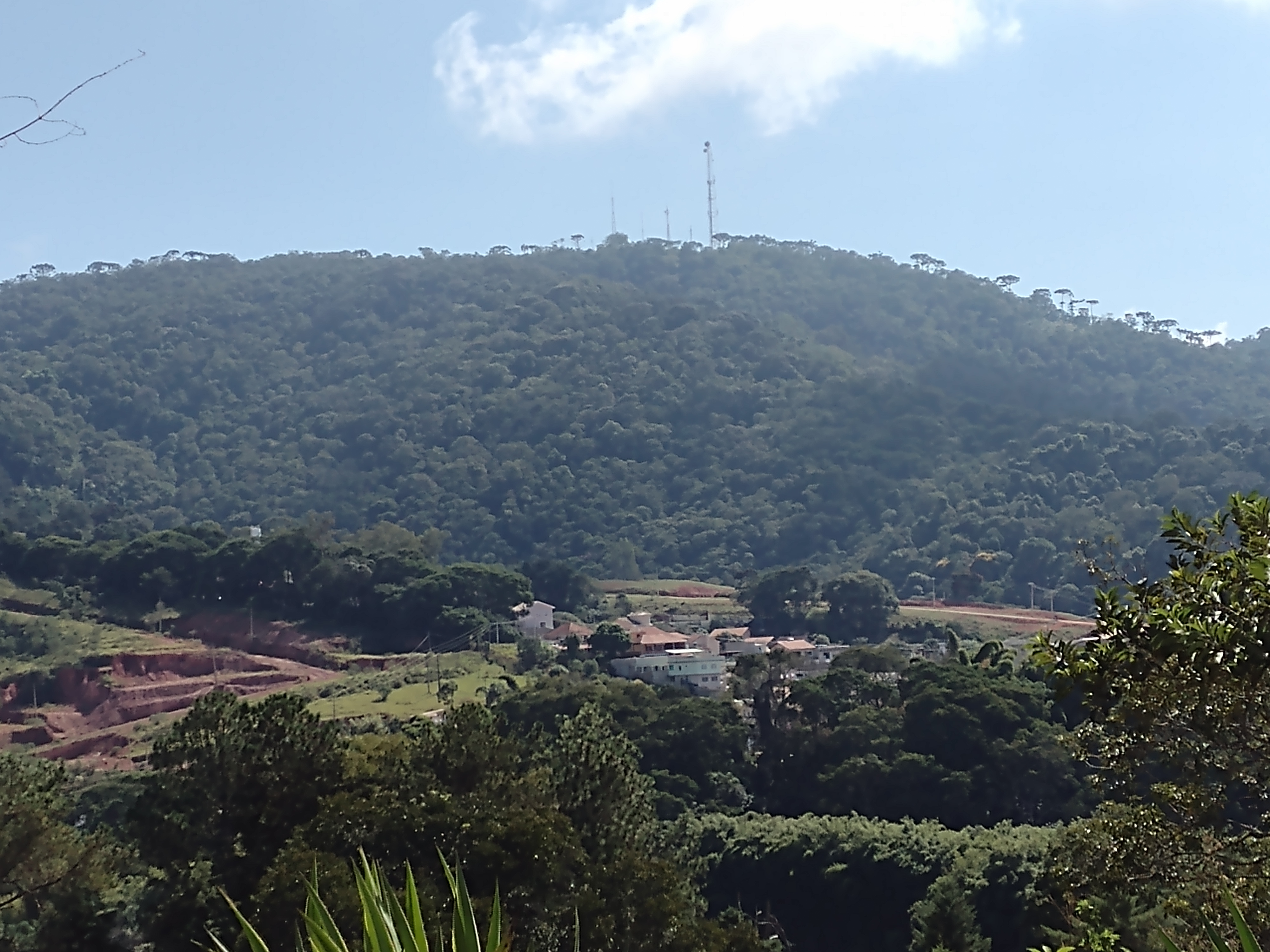
Serra da Soledade Velha

O município encontra-se no sul do estado de Minas Gerais, integrante do conhecido Circuito das Águas e da Estrada Real.
A população vem crescendo nos últimos anos, de maneira gradual. No censo demográfico do Brasil de 2010 eram 5.676 habitantes, e a estimativa populacional de 2016 mostra 6.094 moradores, um aumento de 7,36%.
Com um território total de 196,86 quilômetros quadrados, possui 70% dele montanhoso. A Serra da Mantiqueira rodeia o município e assim como a maioria das cidades mineiras a topografia é bastante acidentada. Na Zona Urbana há muitos morros e são poucos os locais que você consegue ir sem subir ou descer alguma ladeira. Veja a composição topográfica do município:
10% Plano, 20% Ondulado e 70% Montanhoso.
O clima é o Tropical de Altitude, destacando inverno rigoroso e seco e verão quente e chuvoso. A temperatura média é de 19º, sendo que a mínima registrada nas épocas mais frias chega a 0º com geadas. A máxima no verão nos tempos atuais tem ultrapassado facilmente os 30º, algo que não acontecia com frequência na história climática das cidades serranas da Mantiqueira.
Média anual: 19,1 °C, média máxima anual: 27,1 °C e média mínima anual: 13,3 °C

## Acesso rodoviário
O município é cortado pela MGC-383, em boas condições de tráfego, pista simples, que leva às vizinhas São Lourenço (ao Sul - 5 km) e Caxambu (ao Norte - 21 km).

## Ferrovia, turismo e economia

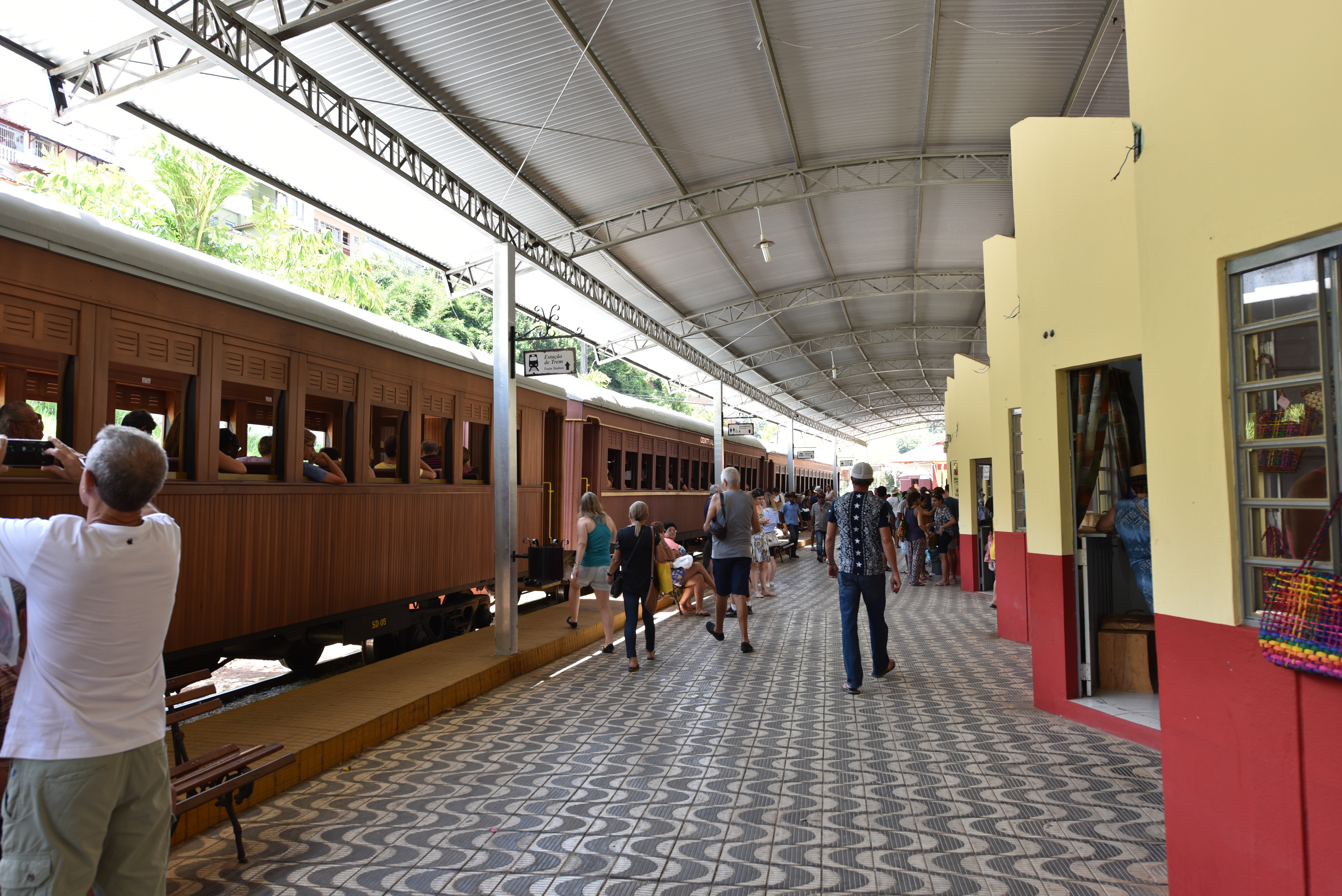
Trem das Águas na Estação Soledade de Minas

A vida ferroviária em Soledade de Minas teve seu auge há alguns anos, quando a cidade era um dos principais entroncamentos ferroviários do Sul de Minas, muita gente passou pelo município, que à época era o mais movimentado da região em virtude da quantidade de trens que por lá passavam, os que vinham da cidade paulista de Cruzeiro e seguiam para Três Corações são exemplos de ramais que passavam pela cidade.
Desde 2000, a ferrovia voltou a fazer parte dos municípios, trazendo muitos turistas que fazem o passeio pelo Trem das Águas; um importante ícone turístico da região. Estes turistas fazem uma viagem ao tempo pela Estrada de Ferro Minas e Rio, entre Soledade e São Lourenço, são 10 km de uma estação a outra que remetem ao passado e cruzam belas paisagens às margens do Rio Verde. O passeio pode ser feito aos fins de semana. Na estação local há um Museu Ferroviário, um Centro de Artesanatos, onde pode-se degustar as maravilhas da cozinha mineira, como o pão de queijo, além dos doces e compotas, ali também há barraquinhas para a compra de lembranças da região. Recentemente pinturas feitas em um paredão ao lado das barracas, são cenários de belas fotos, ali estão retratados em espécie de grafite o Trem Turístico, a Igreja Matriz e as Montanhas que estão emolduradas na cidade.
As belezas naturais e a proximidade de importantes pólos turísticos tem sido combustível para a cidade se destacar no que se diz respeito ao Turismo, porém ainda faltam investimentos no setor, que num futuro breve deve se desenvolver ainda mais na cidade.
A economia baseia-se na Agricultura, Pecuária, destacando a Cafeicultura e ainda no setor de serviços e no Turismo. A maioria dos habitantes trabalha e estuda na cidade vizinha de São Lourenço.